# Ural Airlines
Ural Airlines (in russo: Уральские авиалинии) è una compagnia aerea russa con base tecnica all'aeroporto di Ekaterinburg-Kol'covo, in Russia.

## Storia
La compagnia aerea è stata fondata nel 1943 come Sverdlovsk State Air Enterprises e in seguito è entrata a far parte di Aeroflot, la compagnia di stato sovietica. In seguito alla scissione di Aeroflot, il 28 dicembre 1993 Ural Airlines è diventata una società per azioni costituita secondo le leggi della Federazione Russa e l'attività aerea è stata separata dall'aeroporto.
La compagnia ha trasportato 1 milione di passeggeri nel 2006 diventando così una delle nove più grandi compagnie aeree russe. Nel 2008 è diventata il 7º vettore russo trasportando 1 450 150 passeggeri.
Nel 2009, Ural Airlines ha aumentato il numero dei passeggeri trasportati a 1,497 milioni di persone grazie all'apertura dei nuovi voli di linea e alla realizzazione del programma dei voli charter dall'aeroporto di Ekaterinburg-Kol'covo e dall'aeroporto di Mosca-Domodedovo.
Nel febbraio 2010 ha annunciato l'interesse per l'acquisto di 5 Sukhoi Superjet 100, 5 ATR 42 per la sua rete di voli regionali. Inoltre, la compagnia aerea russa ha dichiarato l'entrata in servizio entro il 2012 di nuovi tipi degli aerei a lungo raggio: Airbus A330 oppure Boeing 767 per l'apertura di voli di linea per Thailandia e Cina. Nello stesso anno, Ural Airlines ha ritirato tutti i suoi Antonov An-24, Ilyushin Il-86 e Tupolev Tu-154B-2. I Tupolev Tu-154M della compagnia, in configurazione a due classi da 164 posti, sono stati ritirati il 16 ottobre 2011.
In seguito ai controlli di qualità della compagnia aerea effettuati da parte degli esperti dell'IATA nell'aprile del 2010, la certificazione della compagnia secondo gli standard IOSA (IATA Operational Safety Audit) è stata prolungata fino al 25 aprile 2012.
Nel 2012 gli aerei della Ural Airlines hanno trasportato 3,5 milioni di passeggeri, mostrando un aumento record di 59% pari a 1 milione di passeggeri in più rispetto a 2,5 milioni di passeggeri trasportati nel 2011.
Nel periodo gennaio - giugno 2013 ha trasportato 2,098 milioni di passeggeri mostrando un aumento di 24% rispetto allo stesso periodo dell'anno precedente. Gli aerei della compagnia di Ekaterinburg hanno effettuato un totale di 15 101 ore di volo nei primi sei mesi del 2013.
Nell'aprile 2016, Ural Airlines ha ricevuto per la prima volta nella sua storia l'autorizzazione per effettuare i voli di linea Ekaterinburg - Londra.
Nel 2017, Skytrax ha assegnato a Ural Airlines 3 stelle, rendendola la quarta compagnia aerea con tre stelle in Russia e CSI dopo S7 Airlines, Uzbekistan Airlines e Air Moldova.

## Destinazioni

### Accordi commerciali
Al 2022, Ural Airlines ha accordi commerciali con:
- Azerbaijan Airlines
- Belavia
- Czech Airlines
- KLM
- Red Wings Airlines
- S7 Airlines
- Uzbekistan Airways

## Flotta

### Flotta attuale

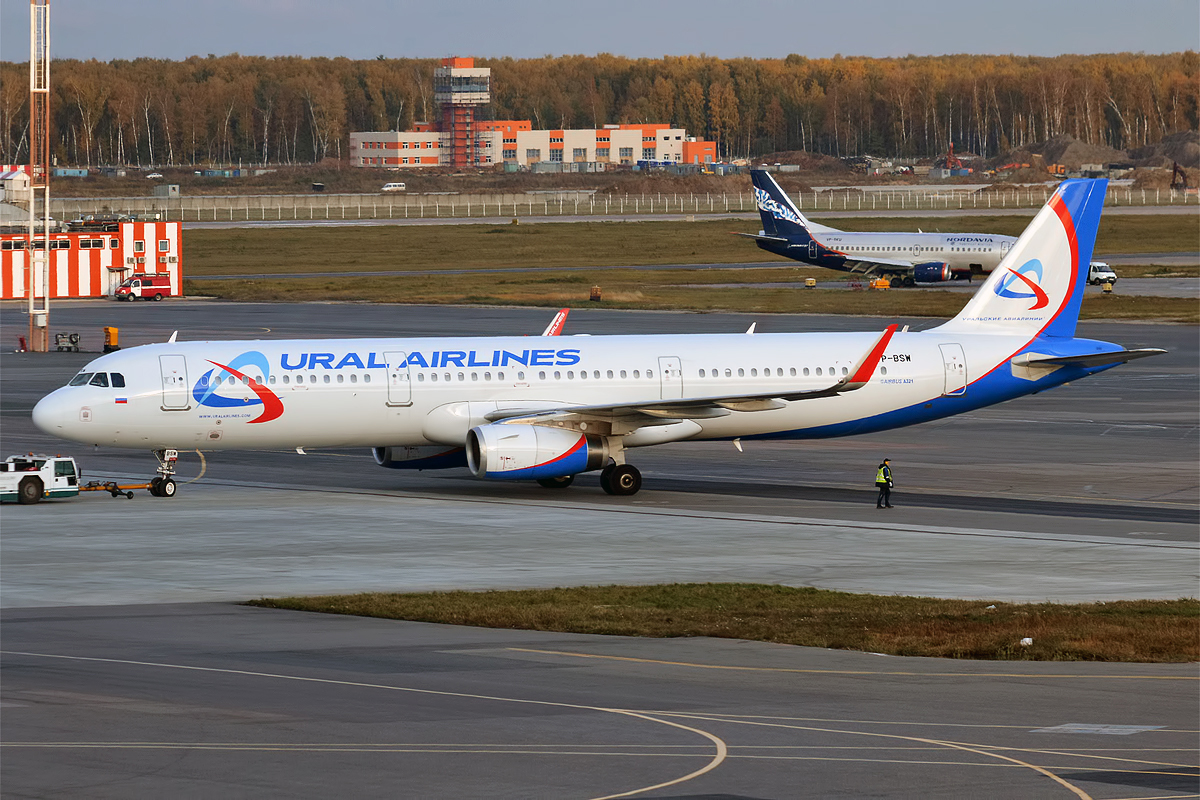
Un Airbus A321-200.

A dicembre 2022 la flotta di Ural Airlines è così composta:

### Flotta storica

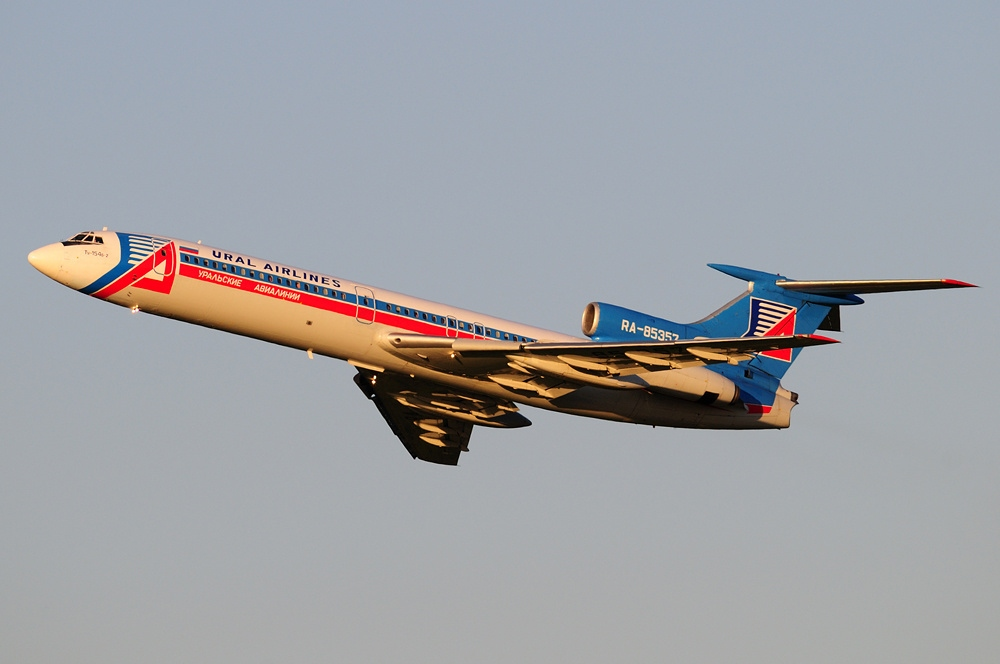
Un Tupolev Tu-154B-2.

Ural Airlines operava in precedenza con i seguenti aeromobili:

## Incidenti
- 15 agosto 2019: il volo Ural Airlines 178 ha subito un impatto con volatili appena dopo il decollo dalla capitale russa Mosca ed è atterrato in un campo di grano a pochi chilometri dall'aeroporto. 29 persone rimasero ferite, ma non ci sono state vittime.[12]